# Nowinka (gmina)
Pour les articles homonymes, voir Nowinka.
Nowinka est une gmina rurale du powiat de Augustów, Podlachie, dans le nord-est de la Pologne. Son siège est le village de Nowinka, qui se situe environ 10 km au nord d'Augustów et 92 km au nord de la capitale régionale Białystok.
La gmina couvre une superficie de 203,84 km2 pour une population de 2 790 habitants.

## Géographie
La gmina inclut les villages d'Ateny, Barszczowa Góra, Blizna, Bryzgiel, Busznica, Cisówek, Danowskie, Józefowo, Juryzdyka, Kopanica, Krusznik, Monkinie, Nowe Gatne, Nowinka, Olszanka, Osińska Buda, Pijawne Polskie, Pijawne Wielkie, Podkrólówek, Podnowinka, Powały, Sokolne, Stare Gatne, Strękowizna, Szczeberka, Szczebra, Szczepki, Tobołowo, Walne et Zakąty.
La gmina borde la ville d'Augustów et les gminy de Augustów, Giby, Krasnopol, Płaska, Raczki et Suwałki.